# Władimir Muratow
Władimir Aleksandrowicz Muratow  (ros. Владимир Александрович Муратов, ur. 16 czerwca 1865 w Żelannom, zm. 27 sierpnia 1916) – rosyjski lekarz neurolog, profesor Uniwersytetu Tomskiego i Uniwersytetu Moskiewskiego.

## Życiorys
Urodził się 16 czerwca 1865 roku w Żelannom w szackim rejonie (dziś w obwodzie riazańskim) jako syn kupca drugiej gildii Aleksandra Aleksiejewicza Muratowa. Miał siostrę Sofię i dwóch braci, Aleksandra i Pawła; obaj bracia również zostali lekarzami. 
Władimir Muratow uczył się najpierw w 1. St. Petersburskim Gimnazjum, potem w gimnazjum w Tambowie, a ukończył je w 3. Moskiewskim Gimnazjum w 1884 roku, wyróżniony srebrnym medalem. W sierpniu 1884 roku rozpoczął studia medyczne na Uniwersytecie w Moskwie, gdzie był uczniem Kożewnikowa, Rotha, Korsakowa, Ostroumowa, Nowackiego, Kleina, Browna i Erismana. 
Pod koniec 1890 roku, gdy otwarto klinikę Chorób Nerwowych w Diewiczym Polu, Kożewnikow zaprosił Rotha, by ten pracował z nim jako asystent. Darkszewicz, Muratow i Pribytkow dostali propozycje zostania internami. Darkszewicz, a później Muratow i Pribytkow, zaczęli wykładać w klinice anatomię, fizjologię i patologię ośrodkowego układu nerwowego. W grudniu 1893 roku Muratow został doktorem medycyny po przedstawieniu swojej dysertacji poświęconej wtórnej degeneracji w ogniskowych zmianach w drogach ruchowych. 
W kwietniu 1894 roku został Privatdozentem na wydziale neurologii Uniwersytetu Moskiewskiego.
Od 1904 roku Muratow był zatrudniony w szpitalu psychiatrycznym w Tambowie, a sześć lat później został profesorem nadzwyczajnym na wydziale neurologicznym Uniwersytetu w Tomsku. Wykładał tam anatomię, fizjologię i patologię układu nerwowego. W marcu 1911, po rezygnacji Rotha, Katedra Chorób Nerwowych została oferowana Muratowowi. Roth zrezygnował z katedry w proteście przeciwko reformom Lwa Kosso, którym sprzeciwiała się większość środowiska akademickiego Rosji. W rezultacie, Muratow spotkał się z jego ostracyzmem, artykuły jego autorstwa przestały się ukazywać w prasie krajowej, a w dłuższej perspektywie sprawiło, że w dużej mierze jego osiągnięcia nie są dziś pamiętane.
7 maja 1913 Muratow został dyrektorem nowo powstałego Instytutu Neurologicznego, utworzonego z inicjatywy Kożewnikowa. Zmarł 27 sierpnia 1916 roku w swoim mieszkaniu na Arbacie.
Muratow zajmował się psychiatrią, neurologią dziecięcą, padaczką, chorobami obwodowego układu nerwowego, lokalizacją korową ośrodków czynnościowych, endokrynologią, paraliżem postępującym. Po jego śmierci, klinikę i instytut objął Grigorij Rossolimo.
Pochowany na Cmentarzu Nowodziewiczym w Moskwie.

## Wybrane prace
- Zur Pathogenese der Hemichorea postapoplectica[4]. 1899
- Клинические лекции по нервным болезням детского возраста. М., 1898
- Клинические лекции по нервным и душевным болезням. М., 1899
- Руководство к изучению болезней нервной системы. М., 1917